# Visconde de Maiorca
Visconde de Maiorca é um título nobiliárquico criado por D. Maria II de Portugal, por Decreto de 5 de Outubro de 1846, em favor de Fernando Eduardo Vasques da Cunha e Sá Pessoa Vahia Moniz de Melo e Simas.
Titulares
1. Fernando Eduardo Vasques da Cunha e Sá Pessoa Vahia Moniz de Melo e Simas, 1.º Visconde de Maiorca;
2. Francisco Xavier de Magalhães e Meneses de Lencastre Vasques da Cunha, 2.º Visconde de Maiorca.

Após a Implantação da República Portuguesa, e com o fim do sistema nobiliárquico, usou o título: 
1. Vasco Maria Vasques da Cunha de Eça Costa e Almeida, 3.º Visconde de Maiorca.